# Bristol (Wisconsin)
Bristol es una villa ubicada en el condado de Kenosha en el estado estadounidense de Wisconsin. En el Censo de 2010 tenía una población de 2.584 habitantes y una densidad poblacional de 110,45 personas por km².

## Geografía
Bristol se encuentra ubicada en las coordenadas 42°33′47″N 88°2′21″O / 42.56306, -88.03917. Según la Oficina del Censo de los Estados Unidos, Bristol tiene una superficie total de 23.4 km², de la cual 23.07 km² corresponden a tierra firme y (1.37%) 0.32 km² es agua.

## Demografía
Según el censo de 2010, había 2.584 personas residiendo en Bristol. La densidad de población era de 110,45 hab./km². De los 2.584 habitantes, Bristol estaba compuesto por el 94.89% blancos, el 1.24% eran afroamericanos, el 0.15% eran amerindios, el 0.54% eran asiáticos, el 0.04% eran isleños del Pacífico, el 1.43% eran de otras razas y el 1.7% pertenecían a dos o más razas. Del total de la población el 4.57% eran hispanos o latinos de cualquier raza.